# Kantar Sifo
Kantar Sifo, tidigare TNS Sifo, är ett svenskt företag som utför marknadsundersökning, medie- och opinionsundersökningar. Företaget grundades 1954. År 2009 bytte företaget namn till TNS Sifo, efter att ägaren WPP köpt upp det internationalla ägarbolaget TNS (med det nordiska dotterbolaget TNS Gallup). I september 2016 bytte företaget namn till Kantar Sifo.

## Historik
Sifo var ursprungligen en akronym av  fötetagsnamnet Svenska institutet för opinionsundersökningar. Företaget växte och gick så småningom om det tidigare största företaget Svenska Gallupinstitutet.
Den svenska undersökningsbranschen har upplevt en stor mängd företagssammanslagningar, vilket bland annat märks i Sifos ägarhistoria. Efter att företaget år 2000 köpts av Research International, ändrades företagsnamnet till Research International Sverige AB. Som företagsnamn på den svenska marknaden användes dock Sifo Research International Sweden AB.
Företaget bytte under våren 2009 namn till TNS Sifo AB, efter en sammanslagning med den dåvarande största konkurrenten på den nordiska marknaden TNS Gallup. Sammanslagningen skedde efter att Research International ägare WPP köpt den internationella undersökningsgruppen TNS.
År 2016 bytte företaget namn till Kantar Sifo. Detta skedde efter att WPP även köpt den internationella undersökningsgruppen Kantar.
År 2019 fusionerades man med TS Mediefakta AB, tidigare Tidningsstatistik AB.